# 保科正直
保科正直（日语：／ Hoshina Masanao，1542年—1601年10月24日）是日本戰國時代武將，信濃國人眾之一，曾以他國眾的身份替甲斐武田氏效力，輾轉效力於後北條氏後，成為德川氏的譜代大名。通稱甚四郎，官職為越前守及彈正忠，法名建福寺殿天關透公大居士。

## 生涯
正直與父親保科正俊，早期為武田氏效力時負責守備信濃國飯田一帶（今長野縣飯田市內）。保科氏曾經是諏訪郡高遠氏的家臣，但在正俊時已經是武田氏的直臣。由於武田譜代家老內藤昌秀無子，因此正直之弟千次郎（其後的內藤昌月）成為昌秀的養子。
天正10年（1582年），在織田與德川聯軍進攻甲州期間，正直守在飯田城，2月14日受到織田信忠的攻勢形響，正直與坂西織部亮和小幡因幡守等人逃向高遠城。其後，正直曾一度與仁科盛信守於高遠城，但其後拜托其弟昌月，並逃往上野箕輪城。
本能寺之變後，天正壬午之亂爆發，正直與其弟一同歸順後北條氏，企圖重奪高遠。其後，由於德川家康在甲斐取得優勢，依田信蕃和木曾義昌等人紛紛靠攏家康，正直等信濃國人眾亦轉為替家康效力。
正直在武田時期的領地如果獲得家康確保的話，他將會領得2萬5,000石，然而在天正12年（1584年）小牧、長久手之戰爆發，正直與諏訪賴忠、小笠原貞慶等等信濃眾，曾經被家康派往木曾作戰，但未有取得太大的成果，最終撤退並將正直留下。天正13年（1585年），正直在進攻真田昌幸的上田合戰中亦有參戰，11月石川數正突然離開德川家轉投豐臣秀吉，由於當時數正帶同作為人質的貞慶之子小笠原秀政一同出走，貞慶亦因此轉投豐臣氏。12月3日，在松本城的貞慶進攻身處高遠城的正直，但被其父正俊在鉾持除之戰中擊退。其後，正直與家康同母異父久松氏出身的妹妹多劫姬結婚，勢力亦因而得以擴展。
天正17年（1589年），為了替豐臣秀吉在京都興建大佛，正直奉家康之命在富士山伐木收集材料。天正18年（1590年），家康在小田原征伐勝出後入主關東，有份參戰的正直亦獲得下總多胡1萬石的領地。天正19年（1591年）爆發的九戶政實之亂，正直也有參戰。
慶長6年（1601年）9月29日，正直在高遠城去世，享年60歲。